# Subh-e Azal

Passfoto des Subh-e Azal

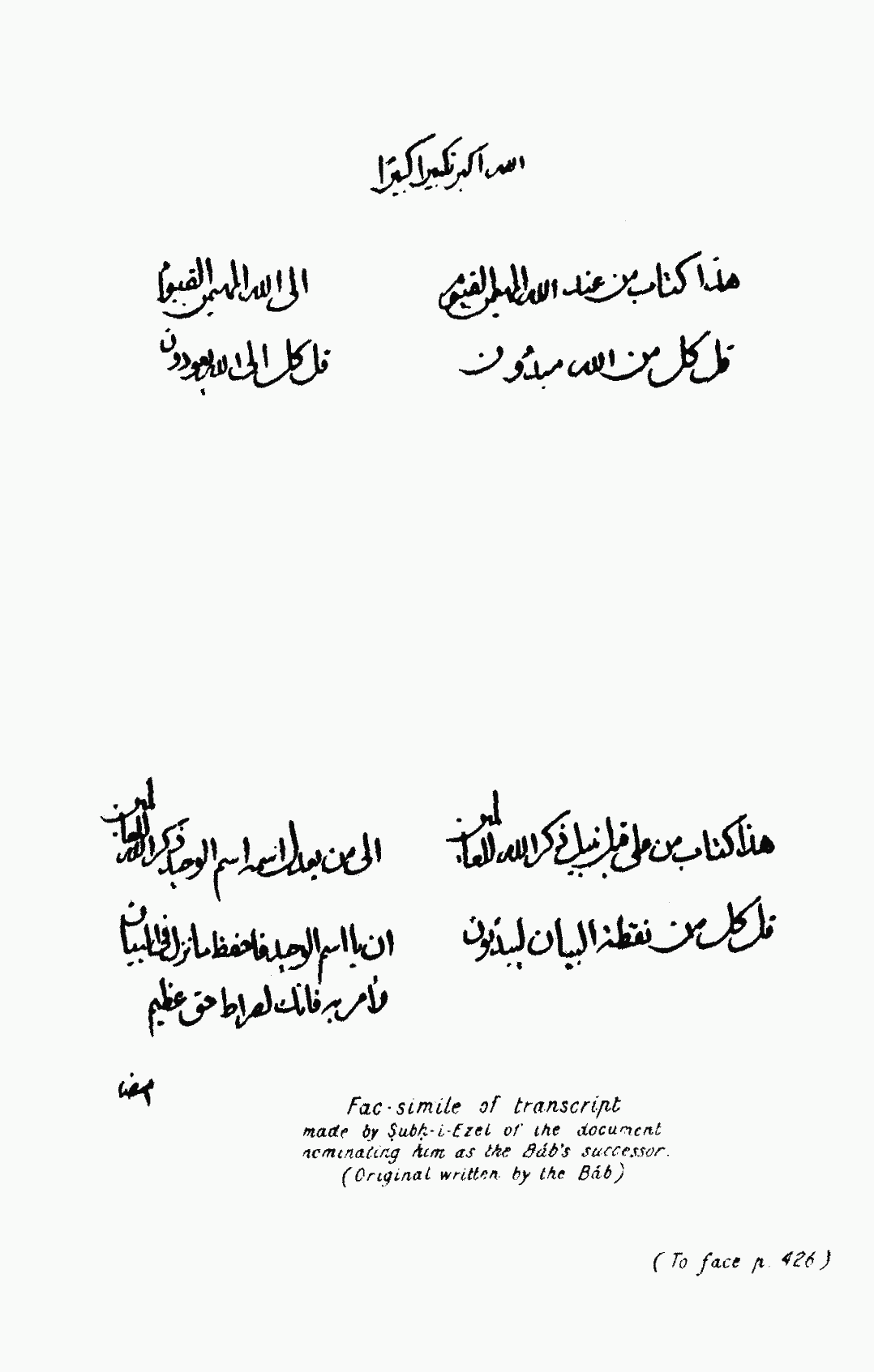
In diesem Brief erklärt der Bab Subh-i-Azal zu seinem Nachfolger

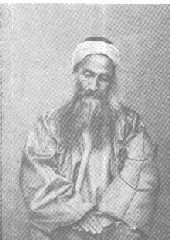
Subh-i-Azal 1889–1890 in Gefangenschaft

Subh-e Azal (persisch صبح ﺍﺯل, DMG Ṣobḥ-e Azal, ‚Morgen der Ewigkeit‘, * 1831 in Teheran, Iran; † 29. April 1912 in Famagusta, Zypern) ist der bekannteste religiöse Ehrentitel von Mirza Yahya Nuri (میرزا یحیی نوری, DMG Mirzā Yaḥya Nurī, ‚Prinz Yahya aus Nur‘), einer Führungspersönlichkeit des Babismus und Begründer des Azalismus.

## Leben
Subh-i-Azal wurde als Sohn von Mirza Buzurg, einem Minister aus Nur (Persien), und dessen Konkubine Kuchik Khanum in der Provinz Māzandarān geboren. Subh-i-Azal war der jüngere Halbbruder von Mirza Husayn Ali Nuri (1817–1892), genannt Baha’u’llah, dem Religionsstifter der Bahai. Subh-i-Azal schloss sich 1846, zwei Jahre nach seinem Halbbruder, der vom Bab begründeten religiösen Bewegung des Babismus an, in der sie eine herausragende Stellung einnehmen sollten. Wo der Titel Subh-i-Azal herrührt oder erstmals auftaucht, ist bislang nicht nachgewiesen. Vom Bab wurde Mirza Yahya dieser Ehrentitel offenbar nicht verliehen. Andererseits hat der Bab den Namen Subh-i-Azal auf verschiedene führende Babi bezogen.

### Subh-i-Azal als Führer der Babi
Der Bab wurde schon 1846 inhaftiert und im Zuge der babistischen Aufstände wider die Staatsgewalt 1850 hingerichtet. Kurz vor seinem Tod ernannte der Bab Subh-i-Azal zum Oberhaupt der Babi-Gemeinschaft. Subh-i-Azal hatte während seines gesamten Lebens viele Frauen und eine große Nachkommenschaft. Quellen sprechen von 11, 12 oder 17 Ehefrauen. Subh-i-Azal floh 1853 aus Persien und ließ seine ersten beiden Frauen dort zurück. Er schloss sich in Bagdad, das damals zum Osmanischen Reich gehörte, Baha’u’llah an, der von Schah Naser ad-Din aus Persien verbannt wurde. Obwohl Baha’u’llah Subh-i-Azal aufforderte, nach Persien zurückzukehren, blieb er in der Gesellschaft seines Halbbruders. Die Führerschaft des Subh-i-Azal war gekennzeichnet durch von ihm angestiftete Mordanschläge auf führende Babi seiner Zeit. Subh-i-Azal verfasste laut dem britischen Orientalisten Edward Granville Browne einige Bücher. Die Schmähschrift Mustayqiz (‚Vom Schlaf erwacht‘) gipfelte in einem regelrechten öffentlichen Mordaufruf gegen einen Babi, der vom Bab den Namen Sayyan (‚Richter‘) verliehen bekam. Die Babi-Gemeinde wandte sich nach und nach Baha’u’llah zu. Baha’u’llah wurde 1863 nach Istanbul und anschließend nach Edirne verbannt. Auch zu diesen Stationen folgte ihm Subh-i-Azal und ließ mindestens zwei seiner Frauen zurück. In Istanbul und in Edirne erhob Baha’u’llah den öffentlichen Anspruch auf eine unabhängige Offenbarung Gottes und beanspruchte, die Erfüllung der Sendung des Bab zu sein. Als Antwort darauf verfasste Subh-i-Azal ebenfalls eine Erklärung, indem er ebenfalls den Anspruch auf eine Offenbarung Gottes erhob. Seine Gemeinschaft und seine Anhänger wurden „Azali“ genannt. Sie versuchten, die Bahai gegenüber der osmanischen Regierung als politisch subversiv darzustellen und Baha’u’llah zu beseitigen. Andauernde Konflikte zwischen den Azali und den Bahai führten schließlich 1868 dazu, dass die osmanische Regierung die Brüder getrennt ins weitere Exil schickte, Baha’u’llah nach Akkon in Palästina und Subh-i-Azal nach Famagusta auf Zypern.
Nach Zypern begleiteten ihn nur zwei seiner Frauen und sieben seiner Kinder. Dort lebte er bis 1881 als Verbannter des Sultans und danach als Pensionär der britischen Regierung. Infolge des Russisch-Osmanischen Krieges ging die Verwaltung von Zypern, das bis dahin Teil des Osmanischen Reiches war, bei formeller Anerkennung osmanischer Oberhoheit 1878 als Britisch-Zypern an Großbritannien über. Der britische Orientalist Browne besuchte Subh-i-Azal Ende März bis Anfang April 1890 und im März 1896 in Zypern. Browne verwendete in seinen Schriften statt Mirza Yahya die Bezeichnung „Subh-i-Azal“ und hat sie vermutlich dadurch erst publik gemacht. Subh-i-Azal verstarb am 29. April 1912 in seinem Exil und wurde nach islamischem, nicht nach Babi-Ritus, beigesetzt, da kein Babi zugegen war, der eine Babi-Beerdigung hätte durchführen können. Bis zu seinem Lebensende versuchte er die Tradition des Babismus zu bewahren.

## Der Babismus nach Subh-i-Azal
Als Nachfolger hatte Subh-i-Azal zunächst seinen Sohn Ahmad Bahhaj, den ältesten Sohn aus seiner Verbindung mit Fatima, seiner vierten Frau, vorgesehen. Es kam jedoch zu einem Zerwürfnis zwischen Vater und Sohn mit zivilrechtlicher Auseinandersetzung. Der zweite von Subh-i-Azal vorgesehene Nachfolger war der in Persien lebende Azali-Führer Mirza Hadi Dawlatabadi aus Isfahan. Aufgrund der neu aufflackernden Verfolgungen in den achtziger Jahren des 19. Jahrhunderts schwor er dem Babi-Glauben ab und hielt von der Kanzel einer Moschee herab wüste Schmähreden gegen den Bab und Baha’u’llah. Dennoch blieb er der Azali-Führer in Persien. Er starb einige Jahre vor Subh-i-Azal, der daraufhin dessen Sohn Mirza Yahya Dawlatabadi als Nachfolger einsetzte. Er lebte in Teheran, wurde Parlamentsmitglied und eine Person des öffentlichen Lebens; um den Babismus kümmerte er sich offenbar kaum. Heute scheint es keine zentrale Azali-Gemeinde und kein Oberhaupt der Azali mehr zu geben. Subh-i-Azals ältester Sohn nahm später die Lehren Baha’u’llahs an. Der Babismus ging also in der neuen Lehre Baha’u’llahs, der Bahai-Religion, auf. Die zypriotischen Azalis gingen, bis auf jene, die Christen wurden, in den Zyperntürken auf. Die Zahl gegenwärtiger Azalis wird auf wenige tausend geschätzt, welche größtenteils im Iran leben sollen.